# Sope Dirisu

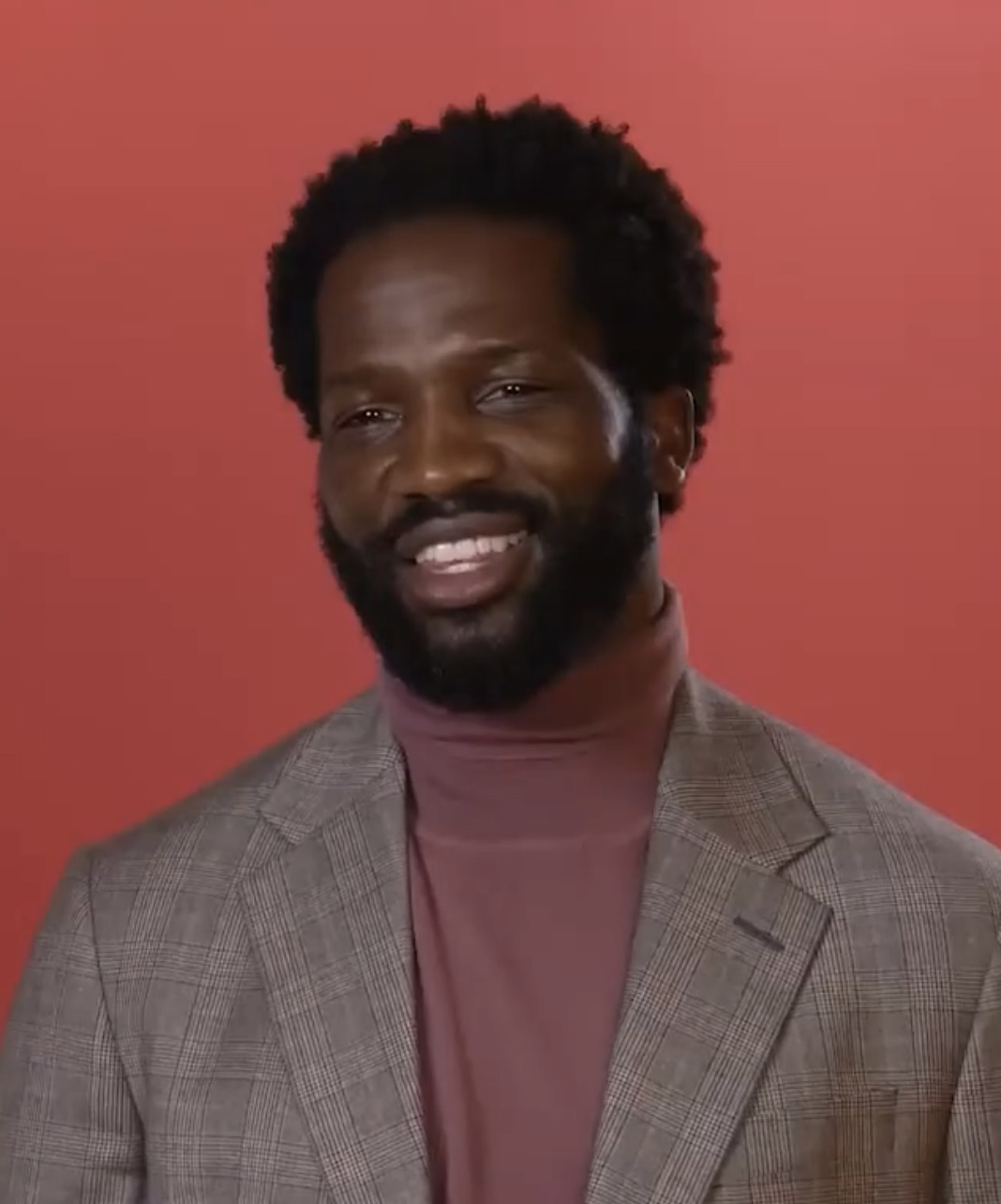
Sope Dirisu (2021)

Sope Dirisu, Yoruba Ṣọpẹ́ Dìrísù, (* 1991 in London) ist ein britischer Schauspieler.

## Leben
Sope Dirisu wurde als Sohn von aus Nigeria stammenden Eltern, eines Historikers und einer Juristin, in London geboren und wuchs in Edgware im Londoner London Borough of Barnet auf.

### Theater
Erste Schauspielerfahrungen sammelte er bei Schulaufführungen an der Bedford Modern School und von 2006 bis 2013 mit dem National Youth Theatre. Er studierte Wirtschaft an der University of Birmingham, das Studium schloss er 2012 ab. Anschließend nahm er an einem Vorsprechen für die Royal Shakespeare Company teil, mit der er in Perikles, Fürst von Tyrus sowie 2017 in Coriolanus jeweils in den Titelrollen auf der Bühne stand. Für seine Darstellung des Coriolanus wurde er für den Ian Charleson Award 2017 nominiert.

### Film und Fernsehen
2014 hatte er in der Serie Utopia eine Episodenrolle sowie in The Mill eine wiederkehrende Rolle als Peter. 2015 war er in der Miniserie Ein plötzlicher Todesfall als junger Arzt zu sehen. Von 2015 bis 2018 verkörperte er in der Science-Fiction-Fernsehserie Humans von Channel 4 die Rolle des Fred. In der deutschen Fassung wurde er von Manuel Straube synchronisiert.
Sein Kinodebüt gab er 2016 mit dem Actionthriller Das Jerico Projekt sowie dem Fantasyfilm The Huntsman & The Ice Queen (2016) mit Chris Hemsworth und Charlize Theron, in dem er als Tull zu sehen war. Die deutsche Synchronfassung wurde von Fabian Oscar Wien gesprochen. Eine weitere Rolle hatte er im Kriegsfilm Sand Castle (2017) mit Nicholas Hoult und Henry Cavill. In der ITV-Serie The Halcyon (ebenfalls 2017) spielte er die Rolle des Sonny Sullivan.
Seit 2020 verkörpert er in der Sky-Serie Gangs of London an der Seite von Joe Cole als Sean Wallace die Rolle des Elliot Finch. In der deutschsprachigen Fassung lieh ihm Johann Fohl die Stimme. Im Netflix-Horrorfilm His House (2020) hatte er an der Seite von Wunmi Mosaku eine Hauptrolle, für seine Darstellung des Bol Majur wurde er im Rahmen der British Independent Film Awards 2020 als bester Hauptdarsteller nominiert.
Für die dritte Staffel der britischen Apple-TV+-Spionageserie Slow Horses – Ein Fall für Jackson Lamb wurde er als Ex-Sicherheitsboss engagiert.

## Filmografie (Auswahl)
- 2012: Lazarus Rising (Kurzfilm, Stimme)
- 2013: Circles (Kurzfilm)
- 2014: Utopia (Fernsehserie, eine Folge)
- 2014: The Mill (Fernsehserie)
- 2015: Turn Me Online (Mini-Serie)
- 2015: Ein plötzlicher Todesfall (The Casual Vacancy, Mini-Serie)
- 2015–2018: Humans (Fernsehserie)
- 2016: Siblings – Golden Aunt (Fernsehserie)
- 2016: The Trip (Kurzfilm)
- 2016: The Huntsman & The Ice Queen (The Huntsman: Winter's War)
- 2016: Das Jerico Projekt (Criminal)
- 2016: The Dead Sea (Kurzfilm)
- 2016: Undercover (Mini-Serie)
- 2016: Motherland (Kurzfilm)
- 2016: Black Mirror – Abgestürzt (Fernsehserie)
- 2017: The Halcyon (Fernsehserie)
- 2017: Five by Five (Mini-Serie)
- 2017: Sand Castle
- 2018: Next of Kin (Mini-Serie)
- 2018: Coriolanus
- 2019: Mr. Malcolm’s List (Kurzfilm)
- 2019: State of the Union – Plaster Cast (Fernsehserie)
- 2019: The Fight (Kurzfilm)
- 2019: A Battle in Waterloo (Kurzfilm)
- seit 2020: Gangs of London (Fernsehserie)
- 2020: His House
- 2021: Tides
- 2021: Ein Festtag (Mothering Sunday)
- 2021: Silent Night – Und morgen sind wir tot (Silent Night)
- 2022: Mr. Malcolm’s List
- 2023: Slow Horses – Ein Fall für Jackson Lamb (Slow Horses) (Fernsehserie)
- 2025: The Gorge
- 2025: My Father’s Shadow

## Auszeichnungen und Nominierungen
British Independent Film Awards 2020
- Nominierung in der Kategorie Best Actor für His House[11]

British Academy Film Awards 2021
- Nominierung als bester Nachwuchsdarsteller (EE Rising Star Award)[13]